# WAN-Optimierung
Der Begriff WAN-Optimierung umschreibt technische Mechanismen, die zu einem reibungslosen Transport von Datenpaketen über ein Weitverkehrsnetz (engl.: Wide Area Network), kurz WAN, beitragen.

## Zweck der WAN-Optimierung
Die Optimierungstechnologien sind erforderlich, da eine Vielzahl von Daten unterschiedlicher Typen, Größe und Priorität im Rahmen von Anwendungen (Applikationen) die Weitverkehrsnetze passieren. So durchlaufen neben dem E-Mail-Verkehr auch geschäftskritische, bidirektionale Anwendungen wie etwa ERP- oder Datenbanksysteme die Weitverkehrsnetze. Ebenso werden Sprachanwendungen wie etwa IP-Telefonie (Voice over IP) sowie Videokonferenz-Systeme, die allesamt in Echtzeit ablaufen, über die Netze betrieben. Alle diese Anwendungen müssen mit einer bestimmten Performance verfügbar sein, um störungsfrei an den einzelnen Standorten großer Organisationen abzulaufen. Da die Bandbreite in den Weitverkehrsnetzen meist begrenzt ist, können die einzelnen Anwendungen zueinander in Konkurrenz treten, was deren Leistung beeinträchtigen und damit die Geschäftskontinuität gefährden könnte. WAN-Optimierungstechnologien wirken dem entgegen.

## Aufbau von WAN-Optimierungslösungen
Funktionen zur WAN-Optimierung sind in Produktlösungen verschiedener Hersteller gebündelt. Die Lösungen bestehen meist aus Software- und Hardware-Komponenten. Dabei sind an den einzelnen Standorten einer Organisation (an der Schnittstelle vom WAN zu den lokalen Netzen (Local Area Network, kurz: LAN)) Bandbreitenmanagementsysteme (kurz: BMS) installiert. Sie dienen zur Messung, Steuerung und Optimierung des Netzwerkverkehrs anhand der definierten Performance-Ziele. Eine zentrale Management-Software steuert den alle Standorte umfassenden WAN-Optimierungsprozess. Die Software stellt meist auch die Leistungsziele zur Verfügung und konfiguriert die dezentralen BMS. Darüber hinaus sammelt sie alle Messdaten, welche die BMS erfasst haben, und stellt eine Echtzeit-Schnittstelle für den Zugang zu diesen Messdaten bereit.

## WAN-Optimierung mit CoS/QoS
WAN-Optimierungslösungen nutzen unterschiedliche Mechanismen, um die Datenpakete im WAN zu kanalisieren. Bei einer Technologie ist die vorhandene Bandbreite auf mehrere Leistungsklassen (Classes of Service, kurz: CoS) mit einer bestimmten Dienstgüte (Quality of Service, kurz: QoS) verteilt. Zur WAN-Optimierung ist diese Technologie jedoch nur bedingt geeignet.

## Strategischer Ansatz
Eine moderne Generation von WAN-Optimierungssystemen hingegen orientiert sich an den strategischen Geschäftszielen einer Organisation und kombiniert Funktionen für Transparenz, Optimierung und Beschleunigung des Netzwerkverkehrs in einem ganzheitlichen Ansatz. Im Vordergrund stehen die genaue Kontrolle des Netzwerks und der Anwendungen, die Priorisierung geschäftskritischer Applikationen, die dynamische Zuweisung der optimalen Bandbreite sowie die Beschleunigung aller Datenpakete. Die Lösungen sind zudem auto-adaptiv, das bedeutet, sie passen sich stets flexibel an die jeweiligen Bedingungen im Netzwerk an.

## Funktionen moderner WAN-Optimierungslösungen

### Transparenz
Die Netzwerkverantwortlichen großer Unternehmen mit mehreren geografisch verteilten Standorten müssen jederzeit nachvollziehen können, welche Anwendungen mit welcher Performance über das WAN laufen. Moderne WAN-Optimierungslösungen liefern daher maximale Transparenz über das aktuelle Netzwerkgeschehen. Monitoring-Funktionen messen die momentane Leistung der individuellen Verkehrsströme detailliert und in Echtzeit. Dabei wird jedes Datenpaket im gesamten Netzwerkverkehr bis hinauf zur Anwendungsschicht (Layer 7 des OSI-Referenzmodells) analysiert. Die Netzwerkmanager erhalten so Informationen über Verzögerungen (Delay), Laufzeitunterschiede (Jitter), Paketverluste und den Durchsatz jedes einzelnen Datenstroms. Nur so lassen sich vereinbarte Service Level Agreements (SLAs) für die einzelnen Unternehmensapplikationen dokumentieren, dauerhaft überprüfen und sicherstellen.

### Auto-Adaptive Optimierung der Netzwerkressourcen
WAN-Optimierungslösungen der neuesten Generation berücksichtigen die Geschäftsziele des Unternehmens, die Anforderungen der Applikationen sowie die gewünschte User Experience. Sie verzichten daher auf die starre Klassifizierung der MPLS-Technologie und nutzen stattdessen intelligente Mechanismen für eine dynamische Zuteilung von Bandbreite. Anhand bestimmter Kriterien werden Benutzungsklassen für die einzelnen Anwendungen mit entsprechenden internen SLAs definiert, um die jeweiligen netzwerkweiten Performance-Zielvorgaben und Prioritäten zu bestimmen. Auf Basis gemessener Echtzeitdaten gleichen die Lösungen dynamisch den aktuellen Bandbreitenbedarf mit der momentan zur Verfügung stehenden Netzwerkkapazität ab, berechnen unter Berücksichtigung der vorgegebenen Leistungsziele im Sekundentakt die Regeln für die aktuell erforderliche Optimierung und führen diese in Echtzeit an jedem Standort automatisch durch. Verglichen mit der fixen Bandbreitenzuteilung herkömmlicher Optimierungsmethoden ermöglicht dieser adaptive Ansatz selbst bei stark vermaschtem Verkehr jederzeit eine optimale Nutzung der zur Verfügung stehenden Netzwerkkapazität. Dies trägt dazu bei, dass den Anwendern immer die im Vorfeld definierten Performance-Levels garantiert und die vereinbarten QoS erreicht werden.

### Beschleunigung
Um eine optimale Anwendungsperformance zu gewährleisten, sollten bevorzugte Datenpakete möglichst schnell durchs WAN geleitet werden. Denn gerade bei transaktionalen und Echtzeit-Anwendungen sind minimale Antwortzeiten für ein einwandfreies Funktionieren von entscheidender Bedeutung. Ein zu langsam arbeitendes SAP- oder Oracle-System beispielsweise beeinträchtigt die Produktivität der Mitarbeiter erheblich. Bei Echtzeitanwendungen wie Voice over IP oder Videokonferenzen können zeitliche Verzögerungen die Kommunikation empfindlich stören. Dabei darf jedoch die Beschleunigung eines bestimmten Applikationsverkehrs nicht zu Lasten der Qualität anderer, ebenso wichtiger Datenströme gehen. Unabdingbar ist daher eine lückenlose, automatisierte Überwachung des Netzwerkverkehrs und damit auch der verschiedenen Beschleunigungsmechanismen. Durch die permanente Messung der Datenströme ist stets bekannt, wie viel Bandbreite vorhanden ist und wie viel benötigt wird. Ebenso wird der Verkehr genau analysiert, um zwischen geschäftskritischen, weniger wichtigen oder reinen Freizeit-Applikationen zu unterscheiden. Die WAN-Optimierungssysteme entscheiden dann eigenständig je nach Kritikalität, welche Anwendungen unter Berücksichtigung der verfügbaren Bandbreite beschleunigt durchs Netz transportiert werden.

### Technik
Um die Verzögerung (Latenz) auf WAN-Leitungen zu kompensieren, gibt es verschiedene Ansätze die einzeln oder in Kombination auf den WAN-Optimierern (WAN-Appliances) zum Einsatz kommen:
- TCP/IP: Es werden diverse TCP/IP-Protokoll Limitierung durch Optimierung der Übertragungscharakteristik umgangen, zum Beispiel loss handling, window scale, congestion notification, etc.
- Zwischenspeicherung/Komprimierung: Datenpakete können anhand von Hashwerten identifiziert werden. Auf diese Weise kann bereits übertragener Content auf der Appliance zwischengespeichert werden (ähnlich einem Proxy) und es muss nur noch der deutlich kleinere Hashwert übertragen werden.
- Protokoll-Optimierung: manche Applikationsprotokolle sind auf LAN-Geschwindigkeit ausgelegt und entsprechend geschwätzig. Im LAN-Umfeld mag das nicht weiter stören, jedoch werden im WAN-Umfeld viele kleine Pakete stets mit der Latenz der WAN-Leitung belegt. Um diesem Effekt entgegenzuwirken, werden auf den Appliances einzelne Applikationsprotokolle dahingehend optimiert, dass die geschwätzige Kommunikation auf wenige TCP-Pakete reduziert wird.

## Anbieter von WAN-Optimierungssystemen
Bedeutende Anbieter im internationalen Markt für WAN-Optimierungssysteme sind beispielsweise:
- ApplianSys
- Bluecoat
- Cisco
- Citrix
- Cyberoam
- Expand Networks
- Barracuda Networks
- Ipanema Technologies
- Juniper Networks
- Microsoft (BranchCache)
- Riverbed Technology
- Silver Peak Systems
- Tacit Networks
- Exinda
- UDcast
- Wanos Networks

## Open-Source Lösungen
- OpenNOP
- WANProxy
- TrafficSqueezer